# Станіслав Жолкевський
Станісла́в Жолкéвський (також Жолкєвський; іноді Жулкевський пол. Stanisław Żółkiewski, 1547, Туринка — 7 жовтня 1620, Цецора) — державний і військовий діяч Речі Посполитої руського (українського походження). Його пращури походили з Холмщини. Засновник Колегіуму єзуїтів у Львові.

## Життєпис

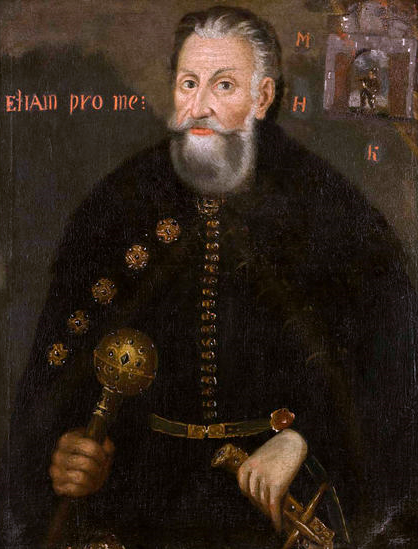

Народився у 1547 році в с. Туринка в родині шляхтича Станіслава Жолкевського і його дружини Софії Липської.
1575 року здійснив свій перший військовий похід у складі військ короля Стефана Баторія під Данціґ, в чині поручника під прапором Замойського. 
У війні короля Стефана Баторія проти Московського Царства командував ескадроном кавалерії.
1588 року оселився в селі Винниках (тепер — Жовква).
У 1594—1596 роках очолював війська Речі Посполитої, які Уряд направив на придушення повстання під проводом Северина Наливайка (за даними дослідника К. Несецького, був виданий селянами). Під час нападу на Київ його війську протистояв міський гарнізон, командантом якого був Криштоф Кремпський. У травні 1596 року виграв Солоницький бій з козаками.
У 1601—1602 роках керував воєнними діями армії Речі Посполитої проти шведів у Лівонії, в яких брали участь і запорізькі козаки під проводом гетьманів Самійла Кішки та Івана Куцковича. Якийсь час одним з управителів маєтків Станіслава Жолкевського (близько 1615) був майбутній гетьман нереєстрових запорозьких козаків Іван Сулима.
1607 року в битві під Гузовим розбив рокошан-заколотників на чолі з Миколаєм Зебжидовським, які виступили проти короля Сигізмунда III Вази.
4 червня 1610 року отримав блискавичну перемогу над переважаючим московсько-шведським військом та розгромив війська Василя IV Шуйського в битві під Клушиним. Станіслав Жолкевський стояв з військом із 6800 жовнірів проти 45 000 об'єднаного московського війська князів Дмитрія Шуйського, Андрія Голіцина і Данила Мезецького, шведського експедиційного корпусу Якоба Делаґарді з шведських, німецьких, англійських та французьких найманців (на цей момент найманці Делаґарді не отримували платні, через що в корпусі виникло кілька бунтів, а окремі частини вийшли з корпусу).
20—21 вересня 1610 року зайняв Москву, добився возведення на престол королевича Владислава Вази. У 1611—1620 роках керував воєнними діями польсько-українського війська під час нападу турків на Поділлі.
У 1620 році, у віці 73 роки, здійснив свій останній військовий похід — на підтримку молдавського господаря Гаспара Ґраціані під Цецору. Військо Станіслава Жолкевського (8400 жовнірів) мало з'єднатися з військом Ґраціані в 20—25 тисяч, але Ґраціані привів із собою лише 600 чоловік. Проти війська Жолкевського виступило 8 000 турків та близько 25 000 татар Перший день битви не виявив переможців, а наступного дня Ґраціані, підмовивши кам'янецького старосту Валентина Калиновського, з двома тисячами війська таємно покинули табір Жолкевського, але майже всі перетонули при переправі або були винищені татарами, а Ґраціані вбили самі молдавани. Зважаючи на зраду Ґраціані, віддав наказ відходити табором до рідних кордонів, щоб переправитись біля Могилева через Дністер. Табір, обнесений скріпленими ланцюгами возами в 5 рядів, рухався і відбивався від татар та турків; перед самим Дністром в таборі виникли суперечки — татари прорвали оборону, багатьох перебили або взяли в полон. Станіслав Жолкевський зійшов з коня і поліг у битві, його знайшли на другий день з відрубаною рукою і без голови — відрубану голову надіслали султану до Стамбула, після цього на списі носили вулицями Стамбула; його син Ян потрапив у полон.
В заповіті доручив дружині поховати його без «помпи»; у випадку загибелі на полі бою його труну мали покрити не чорним оксамитом, а червоною тканиною на знак пролиття крові за Вітчизну.

### Посади
В 1573 році — королівський секретар, в 1588—1618 роках — польний гетьман коронний, в 1593 році — львівський каштелян, в 1608—1618 роках — київський воєвода; з 1617 року — канцлер, з 1618 року — великий коронний гетьман. Староста барський, кам'янський (запис 1615 року), яворівський, рогатинський, калуський.

### ЗасновникмістаЖовкви
1603 року одержав привілей короля Сигізмунда III Вази на будівництво нового міста та на право назвати нове місто Жовквою.

## Творчість
З доробку Станіслава Жолкевського відомо про твір «Початок і розвиток московської війни», що вийшла друком у 1612 році. Написаний вишуканою і прекрасною у своїй суворій логічності мовою, цей твір за своїм характером і формою належить до жанру записок (commentarii), відомих у Польщі насамперед завдяки «Запискам про Галльську війну» Гая Юлія Цезаря.

## Родина
Станіслав Жолкевський був одружений з Реґіною з Гербуртів (за К. Несецьким, дочка Якуба Гербурта та його другої дружини Ваповської гербу Нечуя.) Діти:
- Ян
- Катерина — перша дружина майбутнього великого коронного гетьмана Станіслава Конєцпольського
- Софія — друга дружина каштеляна львівського, воєводи руського Івана Даниловича, баба короля Яна ІІІ Собеського.

## Пам'ятник
Дружина гетьмана Реґіна Гербурт на місці, де загинув Станіслав Жолкевський, поставила пам'ятник з мармуровою плитою, на якій золотими буквами був напис латиною. Пам'ятник простояв до середини XIX століття. Відрубану голову Станіслава Жолкевського, яку відправили турки султану в Стамбул, дружина викупила пізніше за 3 000 000 злотих, які були зібрані у складчину, і поховала разом з тілом в костелі св. Лаврентія Жовкви. Там був похований і їх син Ян Жолкевський.
В червні 1912 року за сприяння шляхти Могилева-Подільського та за сприяння князя Голубецького пам'ятник С. Жолкевському був відбудований — він розташований за 4 км від с. Савки (mol. Sauca, (Berezowec)), за 8 км від Дністра, праворуч дороги, яка веде з м. Атак до с. Аріанешті. Пам'ятник стоїть на могилі.

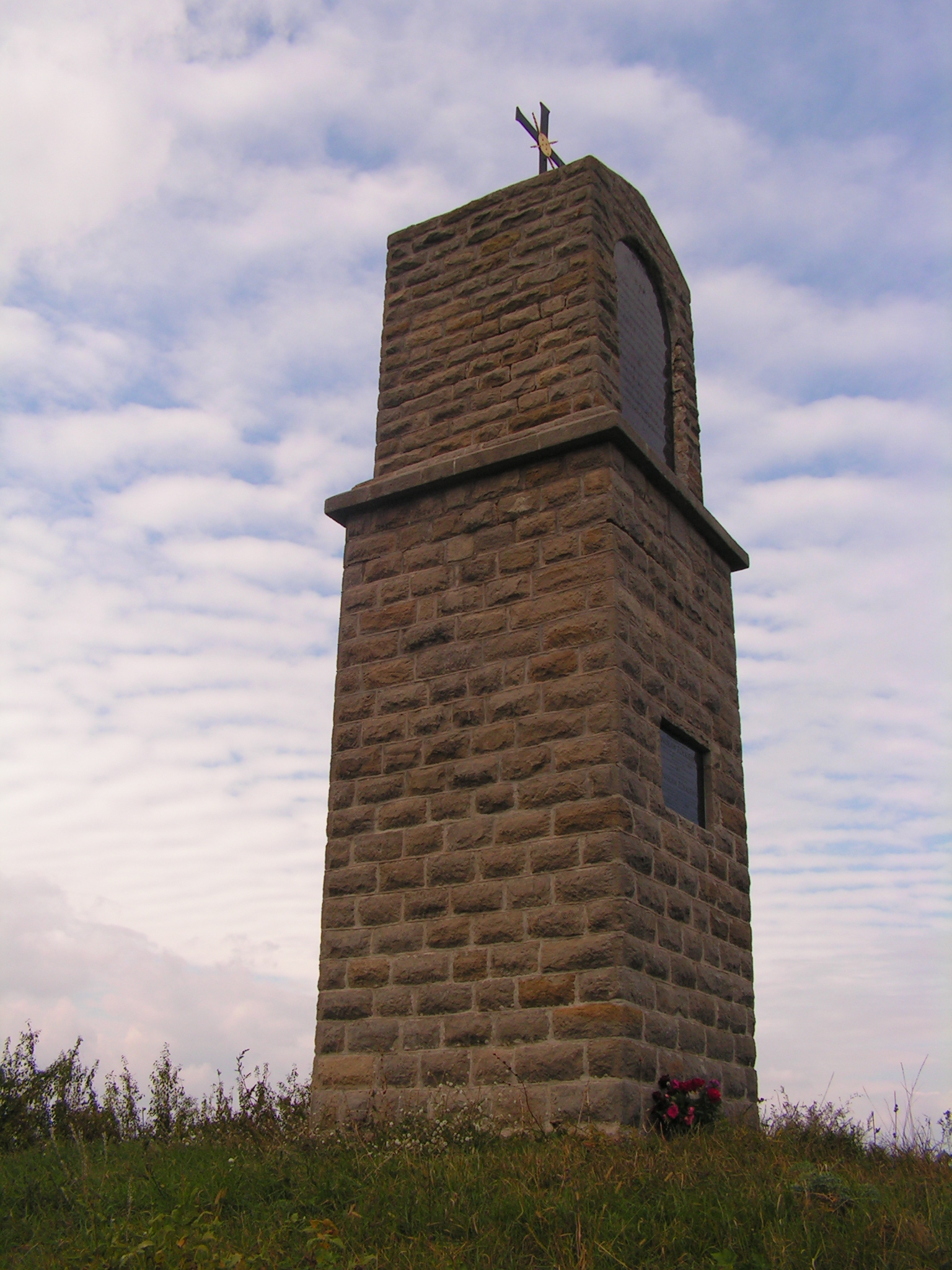
Монумент на місті загибелі С.Жолкевського в сучасній Молдові
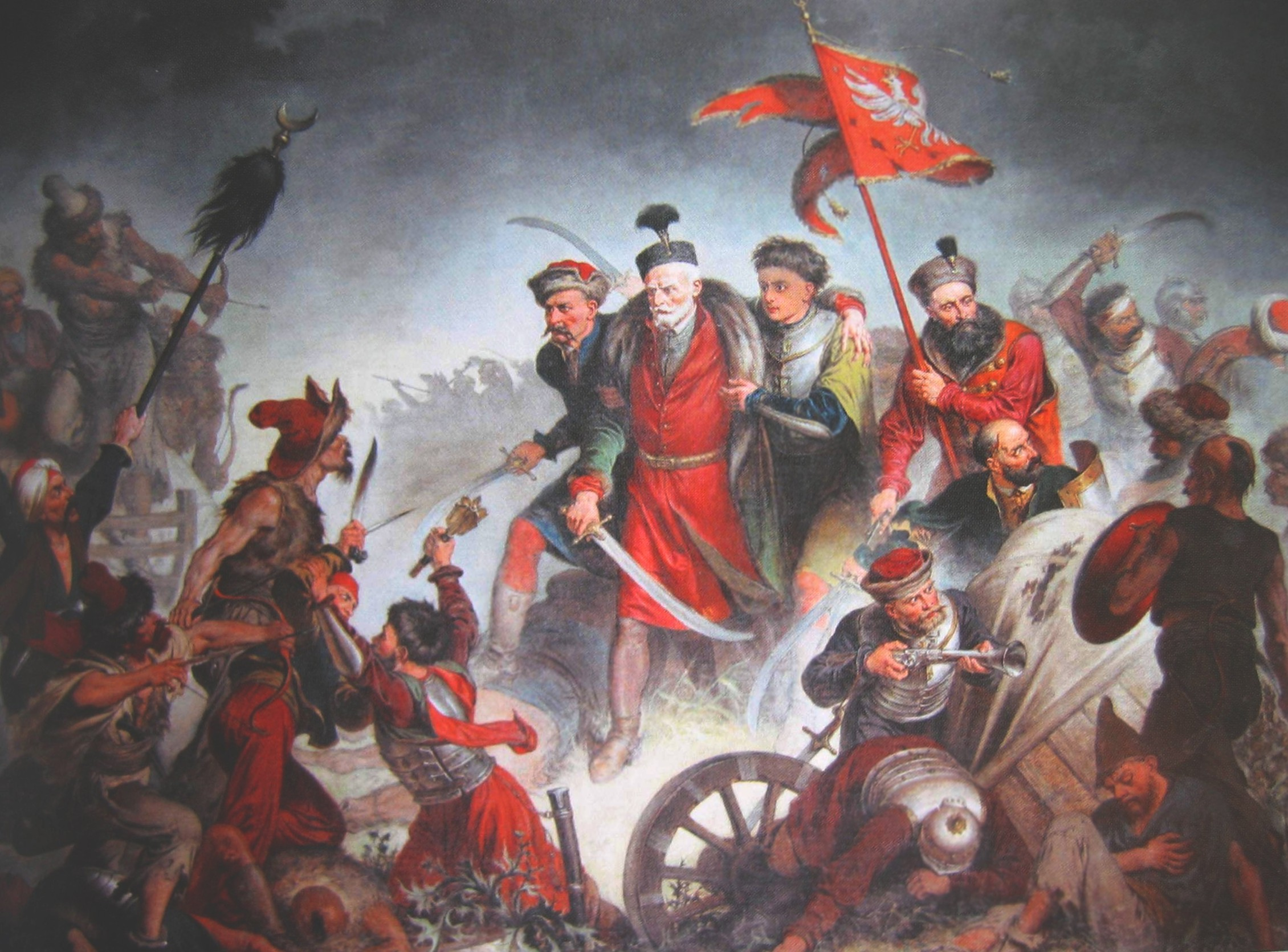
Гетьман Станіслав Жолкевський під Цецорою
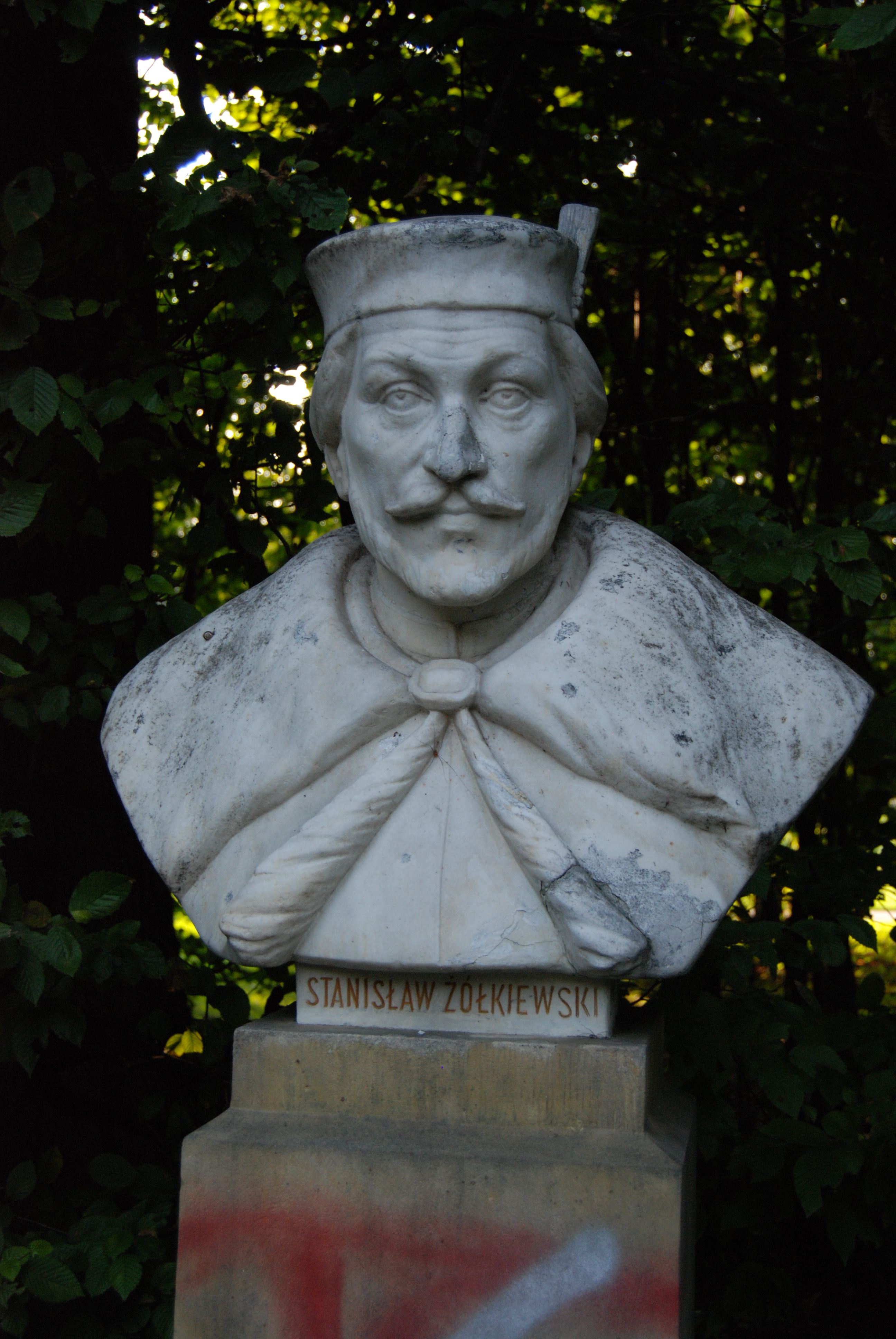
Бюст С.Жолкевського, Краків
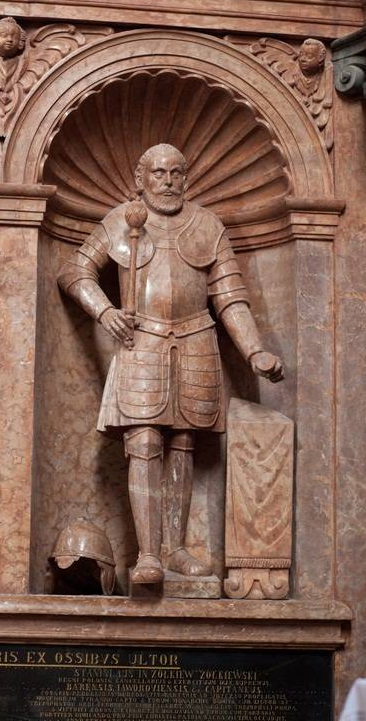
Надгробна статуя С.Жолкевського, Жовква
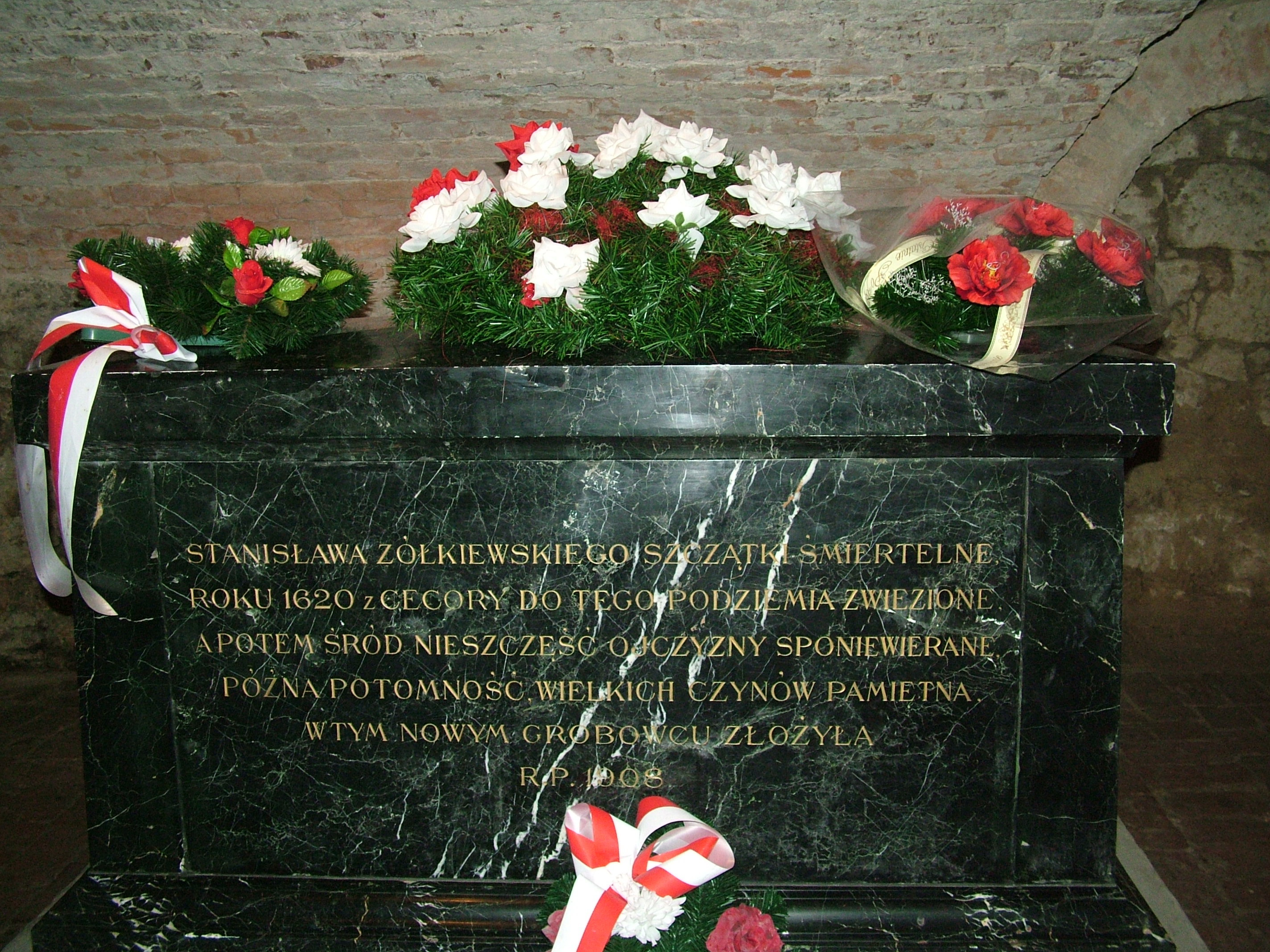
Саркофаг С.Жолкевського, Жовква